# Спайкер
Спайкер (англ. Spiker) — американський фільм жахів режисером, продюсером і актором якого став Френк Загаріно.

## Сюжет
Серійний вбивця втікає з психлікарні і повертається до своєї кривавої справи. Багато років тому він тримав у страху всіх жителів околиці. Але сьогодні він гниє у в'язниці і більше ніколи не вийде на волю. У цьому вперто переконують себе місцеві жителі, адже інакше просто не заснути. Однак коли влада збирається перевезти маніяка з однієї в'язниці в іншу, той робить зухвалу втечу. Спайкер починає нову главу у своїй книзі вбивств і продовжує справу, розпочату багато років тому.

## У ролях
- Карсон Грант — доктор Коулі
- Майкл Федель — заступник Маклін
- Джош Фолан — Чарлі Куартермейн
- Девід «Шарк» Фралік — Клайв Грендель
- Елізабет Джордано — Примара
- Майкл Дж. Хейн — поліцейський
- Метт Джаред — Майк Варделл
- Джинджер Кролл — Ніккі Маклін
- Лу Мартіні мол. — шериф Пекстон
- Жізелль Родрігез — Ліза Шев
- Адам Швонквілер — Гері Ломан
- Лінда Елена Товар — Ерін Коул
- Френк Загаріно — Адам Брандіс